# 杨俭
杨俭（495年—542年2月1日至542年3月1日之间），字景则，恒农郡华阴县（今陕西省华阴市）人，出自弘农杨氏越公房，北魏、西魏官员。

## 生平
杨俭虚龄二十一岁时丧母，虚龄三十岁时丧父。杨俭仪容壮美，有才干德行。孝昌年间，杨俭以奉朝请为起家官，兼领侍御史，不久转任员外散骑侍郎，仍兼领侍御史，后升任镇远将军、顿丘郡太守。还没来得及述职，元颢启奏魏孝明帝请求让杨俭跟随自己的军队出征。建义初年，杨俭兼任给事黄门侍郎，没多久出任左将军、太府少卿。元颢攻入洛阳，任命杨俭出任抚军将军。魏孝庄帝夺回洛阳后，杨俭被废黜在家。不久杨俭出任散骑常侍、使持节、都督颍州诸军事、颍州刺史，满任期后回朝出任征南将军、金紫光禄大夫。永熙年间，杨俭出任使持节、散骑常侍、都督北雍州诸军事、卫将军、北雍州刺史，在任期间行政宽厚仁惠，各族百姓都得以安定。永熙三年（534年），魏孝武帝西迁关中，杨俭出任侍中、骠骑大将军。大统元年（535年），杨俭代理东秦州刺史，加使持节、当州大都督。大统二年（536年），杨俭加仪同三司，仍为骠骑大将军、东秦州刺史。大统三年（537年），杨俭回朝参与了讨伐高欢的沙苑之战，以功封夏阳县开国侯，食邑八百户。大统七年（541年），杨俭兼任大丞相府谘议参军，外任都督东雍华二州诸军事、骠骑大将军、开府仪同三司、华州刺史。大统八年（542年）正月，杨俭因病在华州习仙里去世，虚岁四十八。丞相宇文泰亲临哭吊，西魏文帝诏令赠予使持节、雍华二州诸军事、华州刺史、骠骑大将军、仪同三司、开国侯并如故，谥号安侯，同年三月丁酉朔六日壬申（542年4月6日）葬于华阴之原。

## 家庭

### 祖父
- 杨育，北魏散骑常侍[1]

### 父亲
- 杨钧，北魏荆齐雍恒华五州刺史、七兵尚书、行台仆射、侍中、司空公、临贞恭侯[1]

### 兄弟姐妹
- 杨暄，北魏辅国将军、谏议大夫、临贞忠公
- 杨穆，西魏持节、安西将军、都督并州诸军事、并州刺史、澄城靖侯
- 杨宽，北周大将军、开府仪同三司、总管梁兴等十九州诸军事、梁州刺史、华山元公
- 杨稚，北魏员外散骑侍郎

### 夫人
- 河南罗氏，生杨文义、杨文殊、杨文勰、杨文举、杨文朗、杨文雅、杨文若等八子一女，保定三年十二月十四日（564年1月13日）在长安去世，虚岁四十八[1]

### 子女
- 杨休，隋朝大将军、泸州刺史、平武县开国公
- 杨□，北周使持节、车骑大将军、开府仪同三司、淅州刺史、夏阳县开国侯[5]
- 杨文昇
- 杨文义，第四子[5]，生母罗氏[1]，西魏辅国将军、中散大夫、都督[5]
- 杨文殊，生母罗氏[1]，隋朝上开府仪同三司、总管吴泉括婺四州诸军事、吴州刺史、昌乐县开国公
- 杨文勰，第八子[6]，生母罗氏[1]，北周使持节、骠骑大将军、开府仪同三司、膳部大夫、广平县开国公
- 杨文举，生母罗氏[1]
- 杨文朗，生母罗氏[1]，隋朝仪同三司、滁州刺史、义兴县开国公
- 杨文雅，生母罗氏[1]
- 杨文若，生母罗氏[1]
- 杨文伟，隋朝骠骑将军、开府仪同三司、温安二州刺史、永平公[7]
- 杨文端，北周大都督、卫王府记室参军[8]
- 杨氏，生母罗氏，嫁开府仪同、金城郡开国公纥豆陵善世子仪同纥豆陵荣定[1]